# Zbigniew Bartosiewicz (aktor)

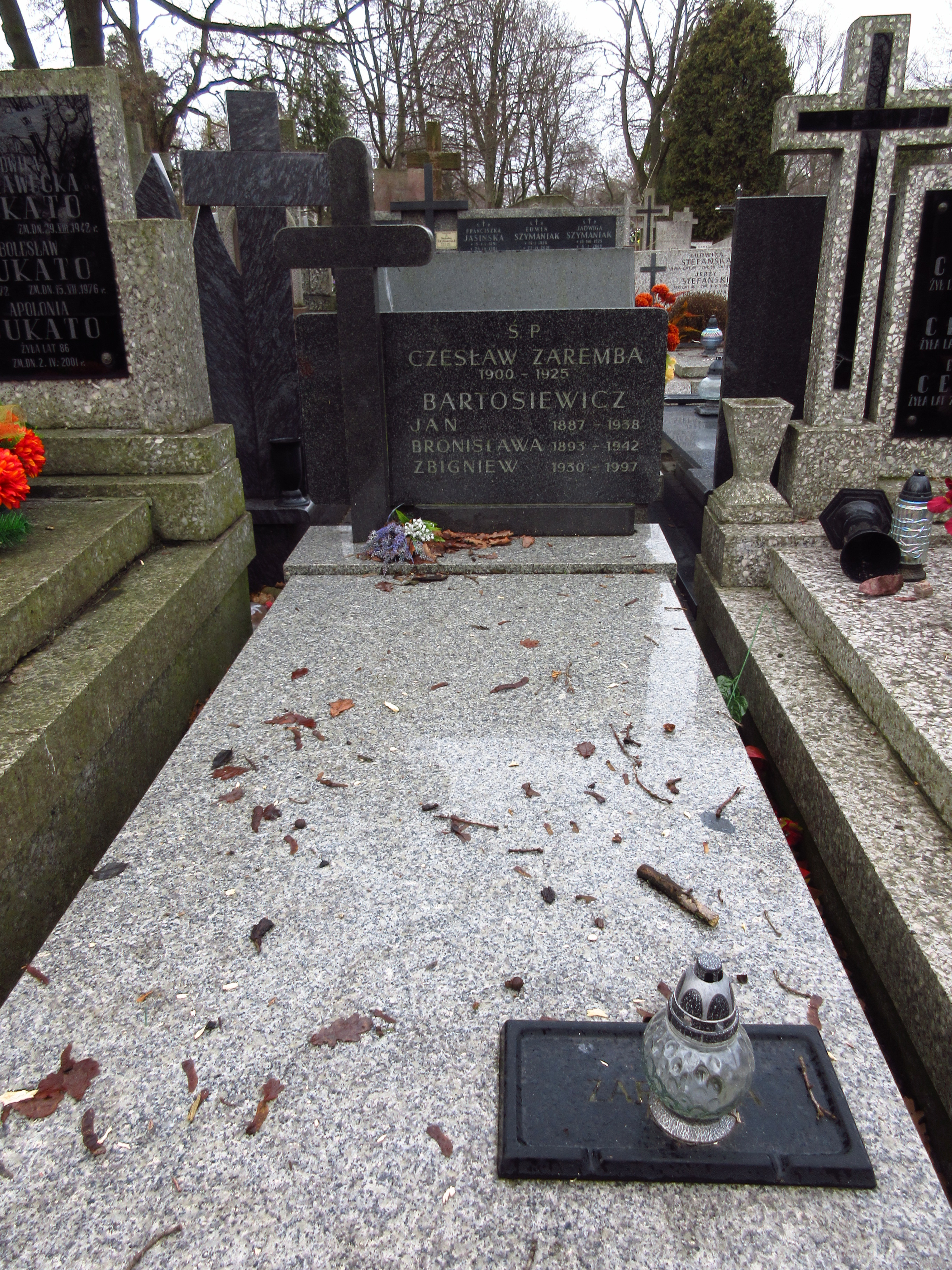
Grób Zbigniewa Bartosiewicza na Cmentarzu Bródnowskim.

Zbigniew Bartosiewicz ps. „Barłoga” (ur. 2 stycznia 1930 w Warszawie, zm. 22 maja 1997 tamże) – polski aktor niezawodowy, wystąpił m.in. jako „Wesoły Romek” z filmu Stanisława Barei Miś.

## Życiorys
W 1951 ukończył Szkołę Orląt w Dęblinie. Pracował jako pilot, dziennikarz Expressu Wieczornego, akwizytor, przez krótki czas remontował mieszkania. Jako aktor niezawodowy zadebiutował w Antykach Krzysztofa Wojciechowskiego w 1977. Najbardziej wyrazistą kreację stworzył w Misiu Stanisława Barei. Rolę kultowego dziś „Wesołego Romka” pierwotnie miał zagrać inny niezawodowy aktor Krzysztof Kość, który nie radząc sobie z powierzonym zadaniem zaproponował rolę Bartosiewiczowi.
Zmarł w 1997 w Warszawie na klatce schodowej wskutek padaczki alkoholowej. Pochowany na cmentarzu Bródnowskim (kwatera 35G-3-7).

## Filmografia
- 1977 – Antyki jako Finka
- 1979 – Róg Brzeskiej i Capri jako Zbyszek
- 1980 – Miś jako „Wesoły Romek”
- 1981 – Szarża, czyli przypomnienie kanonu
- 1981 – Wielka majówka jako pijaczek w bramie kamienicy
- 1982 – Krzyk jako kochanek matki
- 1983 – Magiczne ognie jako domokrążca Józef
- 1983 – Sen o Violetcie w Sny i marzenia jako Barłoga
- 1984 – Alabama jako złodziej w autobusie
- 1984 – Fetysz jako Chmielewski
- 1984 – Siedem życzeń jako tragarz
- 1997 – Historia o proroku Eliaszu z Wierszalina